# Tigridia conzattii
Tigridia conzattii är en irisväxtart som först beskrevs av Robert Crichton Foster, och fick sitt nu gällande namn av Peter Goldblatt. Tigridia conzattii ingår i släktet Tigridia och familjen irisväxter. Inga underarter finns listade i Catalogue of Life.